# Prouts hypotes

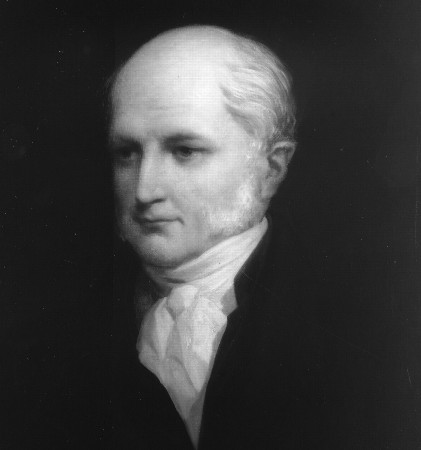
William Prout avporträtterad av konstnären Henry Wyndham Phillips.

Prouts hypotes uppställdes av William Prout 1815 i ett försök att förklara existensen av de olika kemiska elementen genom en hypotes angående atomens inre struktur. Eftersom atommassorna hos ett stort antal grundämnen utgörs av hela tal eller tal som ligger mycket nära heltal, antog han att alla grundämnenas atommassor är multipler av vätets, som då antogs vara lika med 1.

## Influens
Prouts hypotesen var inflytelserik inom kemin under 1820-talet, men de noggrannare mätningar som sammanställdes av Jacob Berzelius 1828 och Edward Turner 1832 visade att hypotesen inte stämde.:682–683 Avvikelsen för klor med atommassa 35,5 kunde vid den tiden inte förklaras med hjälp av Prouts hypotes. Vissa kom med ad hoc-påståendet att grundenheten var hälften av en väteatom, men ytterligare avvikelser dök upp. Detta resulterade i hypotesen att en fjärdedel av en väteatom var den gemensamma enheten. Även om de visade sig vara fel, motiverade dessa gissningar ytterligare mätning av atomvikter.
Avvikelsen i atomvikterna misstänktes 1919 vara resultatet av den naturliga förekomsten av flera isotoper av samma grundämne. Francis Aston upptäckte flera stabila isotoper av många grundämnen med hjälp av en masspektrograf. År 1919 studerade Aston neon med tillräcklig upplösning för att visa att de två isotopmassorna är mycket nära heltal 20 och 22, och att ingendera är lika med den kända molmassan (20,2) av neongas.
År 1925 visade det sig att det problematiska kloret bestod av isotoperna 35Cl och 37Cl, i proportioner så att medelvikten av naturligt klor var cirka 35,45 gånger den för väte. För alla grundämnen befanns varje enskild isotop med masstal A slutligen ha en massa mycket nära A gånger massan av en väteatom, med ett fel som alltid är mindre än 1 procent, vilket nästan är en tecken på att Prouts lag är korrekt. Dessvärre visade sig regeln dock inte förutsäga isotopmassor bättre än så för alla isotoper, mest på grund av massdefekter som är ett resultat av frigöring av bindningsenergi i atomkärnor när de bildas.
Även om alla grundämnen är produkten av kärnfusion av väte till högre grundämnen, är det nu underförstått att atomer består av både protoner (vätekärnor) och neutroner. Den moderna versionen av Prouts regel är att atommassan för en isotop med protonantal (atomnummer) Z och neutronantal N är lika med summan av massorna av dess ingående protoner och neutroner, minus massan av kärnbindningsenergin, massdefekt. Enligt heltalsregeln som föreslagits av Francis Aston är massan av en isotop ungefär, men inte exakt, dess masstal A (Z + N) gånger en atommassenhet (u), plus eller minus bindningsenergiavvikelse – atommassenhet är den moderna approximationen för "massan av en proton, neutron eller väteatom". Till exempel väger järn-56-atomer (som har bland de högsta bindningsenergierna) bara cirka 99,1 procent lika mycket som 56 väteatomer. Den saknade 0,9 procent av massan representerar energin som gick förlorad när kärnan av järn bildades av väte inuti en stjärna (se stjärnnukleosyntes).